# Cambarus parvoculus
Cambarus parvoculus är en kräftdjursart som beskrevs av Hobbs och Shoup 1947. Cambarus parvoculus ingår i släktet Cambarus och familjen Cambaridae. IUCN kategoriserar arten globalt som livskraftig. Inga underarter finns listade i Catalogue of Life.